# Robustochelia longa
Robustochelia longa is een naaldkreeftjessoort . De wetenschappelijke naam van de soort is voor het eerst geldig gepubliceerd in 1983 door Kudinova-Pasternak.